# 18671 Закарірайс
18671 Закарірайс (18671 Zacharyrice) — астероїд головного поясу, відкритий 20 березня 1998 року.
Тіссеранів параметр щодо Юпітера — 3,475.